# Szentmártony Tibor (1926–2016)
Szentmártony Tibor (Budapest, 1926. január 16. – Budapest, 2016. február 22.) magyar gépészmérnök, tanszékvezető egyetemi tanár, professzor emeritus. A Magyar Tudományos Akadémia Akusztikai Komplex Bizottságának tagja, a zaj és rezgés szakcsoport elnöke, az Áramlás- és Hőtechnikai Bizottság tagja, az áramlástechnikai gépek és berendezések albizottságának elnöke volt. A műszaki tudományok kandidátusa (1963).

## Életpályája
1944–1949 között a Műegyetem gépészmérnök szakán tanult. 1947–1950 között az egyetem aerodinamikai tanszékének demonstrátora, 1950–1954 között tanársegéde, 1954–1964 között adjunktusa, 1964–1972 között docense, 1972–1991 között tanszékvezető egyetemi tanára volt. 1963-ban lett a műszaki tudományok kandidátusa. 1964-ben a londoni Imperial College vendégelőadója volt. 1966–1972 között az UNESCO projektvezetője volt. 1974–1984 között az UNDP felülvizsgáló missziók vezetője volt. 1996-ban nyugdíjba vonult.

## Családja
Szülei Szentmártony Tibor (1895–1965) és Morelli-Schröckeinstein Irma voltak. 1950-ben házasságot kötött Hartay Judittal. Két gyermekük született: Krisztina (1951–) és Tibor (1954–).

## Művei
- Gázdinamika (1952–1954)
- A beszívásnál keletkező örvénylés befolyása axiális ventilátor hatásfokára (1956)
- Das Geschwindigkeitsfeld von Gewissen Absaugschirmen (1960)
- Módszertani útmutató (1961; 1967)
- Zajtalanítás (1963)
- Folyadékok mechanikája 1. (1965-1970; 1976; 1984–1986)
- József Gruber (1915-1972) (1974)
- Ventilátorok (1978)
- Légtechnikai adatok (1980)
- A műszaki akusztika alapjai (1981; 1984–1985; 1999)

## Díjai
- Oktatásügy Kiváló Dolgozója (1966)
- Akadémiai díj (1977)
- Pro Silentia díj (1983)
- Apáczai Csere János-díj (1991)